# Vuelta a España 1946
La 6.ª edición de la Vuelta a España se disputó del 7 al 30 de mayo de 1946, con un recorrido de 3797 km dividido en 23 de etapas con inicio y fin en Madrid.
Tomaron la salida 48 corredores (32 españoles, 6 neerlandeses, 5 portugueses y 5 suizos), logrando acabar la prueba tan solo 29 ciclistas.
El vencedor, el español Dalmacio Langarica, cubrió la prueba a una velocidad media de 27,679 km/h y se convirtió en el primer vasco que se adjudicaba la Vuelta. 
Como novedad de esta edición de la Vuelta podemos citar la disputa de la primera contrarreloj por equipos de la historia de Vuelta en la que se impuso el equipo de Holanda.
Tras la 5.ª etapa, Manuel Costa pasó a liderar la prueba con más de 22 minutos de ventaja sobre los dos favoritos, Dalmacio Langarica y Julián Berrendero. A pesar de esta importante desventaja ambos corredores empezaron a descontar tiempo logrando Langarica hacerse con el liderato tras la disputa de la 18.ª etapa manteniéndose en el mismo hasta el final en Madrid.
De las etapas disputadas veinte fueron ganadas por ciclistas españoles destacando en esta faceta Delio Rodríguez y Dalmacio Langarica que lograron y 5 triunfos de etapa respectivamente. Emilio Rodríguez fue el vencedor de la clasificación de la montaña. 

## Etapas
| Etapa | Día        | Recorrido              | Km       | Ganador de la etapa             | Líder de la clasificación general |
| 1.ª   | 7 de mayo  | Madrid-Salamanca       | 212      | Joaquín Olmos                   | Joaquín Olmos                     |
| 2.ª   | 8 de mayo  | Salamanca-Béjar        | 73 (CRI) | Miguel Gual                     | Antonio Martín                    |
| 3.ª   | 8 de mayo  | Béjar-Cáceres          | 141      | Francisco Antonio Andrés Sancho | Dalmacio Langarica                |
| 4.ª   | 9 de mayo  | Cáceres-Badajoz        | 132      | Ignacio Orbaiceta               | Dalmacio Langarica                |
| 5.ª   | 10 de mayo | Badajoz-Sevilla        | 218      | Julián Berrendero               | Delio Rodríguez                   |
| 6.ª   | 12 de mayo | Sevilla-Granada        | 251      | Jan Lambrichs                   | Manuel Costa                      |
| 7.ª   | 13 de mayo | Granada-Baza           | 107      | Dalmacio Langarica              | Manuel Costa                      |
| 8.ª   | 14 de mayo | Baza-Murcia            | 178      | João Lourenço                   | Manuel Costa                      |
| 9.ª   | 15 de mayo | Murcia-Valencia        | 264      | Alejandro Fombellida            | Manuel Costa                      |
| 10.ª  | 17 de mayo | Valencia-Castellón     | 67 (CRE) | Holanda                         | Manuel Costa                      |
| 11.ª  | 17 de mayo | Castellón-Tortosa      | 123      | Alejandro Fombellida            | Manuel Costa                      |
| 12.ª  | 18 de mayo | Tortosa-Barcelona      | 215      | Dalmacio Langarica              | Manuel Costa                      |
| 13.ª  | 19 de mayo | Barcelona-Lérida       | 162      | Delio Rodríguez                 | Manuel Costa                      |
| 14.ª  | 20 de mayo | Lérida-Zaragoza        | 144      | Delio Rodríguez                 | Manuel Costa                      |
| 15.ª  | 21 de mayo | Zaragoza-San Sebastián | 276      | Delio Rodríguez                 | Manuel Costa                      |
| 16.ª  | 23 de mayo | San Sebastián-Bilbao   | 207      | Dalmacio Langarica              | Manuel Costa                      |
| 17.ª  | 24 de mayo | Bilbao-Santander       | 226      | Delio Rodríguez                 | Manuel Costa                      |
| 18.ª  | 25 de mayo | Santander-Reinosa      | 110      | Dalmacio Langarica              | Dalmacio Langarica                |
| 19.ª  | 26 de mayo | Reinosa-Gijón          | 204      | Delio Rodríguez                 | Dalmacio Langarica                |
| 20.ª  | 28 de mayo | Gijón-Oviedo           | 53 (CRI) | Dalmacio Langarica              | Dalmacio Langarica                |
| 21.ª  | 28 de mayo | Oviedo-León            | 119      | Julián Berrendero               | Dalmacio Langarica                |
| 22.ª  | 29 de mayo | León-Valladolid        | 134      | Alejandro Fombellida            | Dalmacio Langarica                |
| 23.ª  | 30 de mayo | Valladolid-Madrid      | 200      | Julián Berrendero               | Dalmacio Langarica                |

## Detalle etapa por etapa

### 1.ª etapaː 7 de mayo:Madrid-Salamanca– 212km
Resumen
Salida multitudinaria desde Madrid de la sexta edición de la Vuelta a España. Pedro Font protagonizó la escapa del día pero fue cazado después de coronar el Alto de los Leones. Hubo otros intentos de fuga pero todo se decidió en el sprint, donde Joaquín Olmos fue el más rápido.
|   | Ciclista           | Equipo  | Tiempo    |
| - | ------------------ | ------- | --------- |
| 1 | Joaquín Olmos      | Galindo | 7h 38'13" |
| 2 | Antonio Martín     | Pirelli | m.t.      |
| 3 | Cees van de Voorde | Galindo | m.t.      |

| Posición | Ciclista           | Equipo  | Tiempo    |
| -------- | ------------------ | ------- | --------- |
| 1.       | Joaquín Olmos      | Galindo | 7h 38'13" |
| 2        | Antonio Martín     | Pirelli | m.t.      |
| 3        | Cees van de Voorde | Galindo | m.t.      |

### 2.ª etapaː 8 de mayo:Salamanca-Béjar– 73km (CRI)
Resumen
Dalmacio Langarica demostró que iba a ser uno de los principales favoritos al título al vestirse el maillot de líder al acabar la jornada con dos etapas y caracterizada por la intensa lluvia. En la primera, una contrarreloj por equipos, el equipo Pirelli fue muy superior a su gran rival, el equipo Galindo, a pesar de que estos no perdieron mucho tiempo. Miguel Gual sería considerado el vencedor de la etapa a pesar de entrar en el mismo tiempo que sus compañeros.
|   | Ciclista          | Equipo  | Tiempo    |
| - | ----------------- | ------- | --------- |
| 1 | Miguel Gual       | Pirelli | 2h 06'32" |
| 2 | Antonio Martín    | Pirelli | m.t.      |
| 3 | Ignacio Orbaiceta | Pirelli | m.t.      |

| Posición | Ciclista          | Equipo  | Tiempo    |
| -------- | ----------------- | ------- | --------- |
| 1.       | Miguel Gual       | Pirelli | 9h 44'55" |
| 2        | Antonio Martín    | Pirelli | m.t.      |
| 3        | Ignacio Orbaiceta | Pirelli | m.t.      |

### 3.ª etapaː 8 de mayo:Béjar-Cáceres– 141km
Resumen
En la tercera etapa, el equipo Galindo se toma la revancha y toma la iniciativa de la carrera, en medio de un aguacero terrible. Langarica, junto a Sancho, Delio Rodríguez, Berrendero y Fombellida dejan a todos los demás competidores por el camino para presentarse solos en la línea de meta. La victoria fue para Sancho y la general para Langarica.
|   | Ciclista           | Equipo  | Tiempo    |
| - | ------------------ | ------- | --------- |
| 1 | Antonio Sancho     | Galindo | 4h 46'53" |
| 2 | Dalmacio Langarica | Galindo | m.t.      |
| 3 | Delio Rodríguez    | Galindo | m.t.      |

| Posición | Ciclista           | Equipo  | Tiempo     |
| -------- | ------------------ | ------- | ---------- |
| 1.       | Dalmacio Langarica | Galindo | 14h 32'02" |
| 2        | Antonio Sancho     | Galindo | m.t.       |
| 3        | Delio Rodríguez    | Galindo | m.t.       |

### 4.ª etapaː 9 de mayo:Cáceres-Badajoz– 132km
Resumen
Las difíciles condiciones del día anterior hicieron que la etapa de esta jornada fuera plácida. Se salió a las tres del mediodía y el pelotón permaneció compacto casi todo el recorrido. En el sprint final, Orbaiceta fue el más rápido y se adjudicó la victoria.
|   | Ciclista             | Equipo  | Tiempo    |
| - | -------------------- | ------- | --------- |
| 1 | Ignacio Orbaiceta    | Pirelli | 4h 42'31" |
| 2 | Alejandro Fombellida | Galindo | m.t.      |
| 3 | Miguel Gual          | Pirelli | m.t.      |

| Posición | Ciclista           | Equipo  | Tiempo     |
| -------- | ------------------ | ------- | ---------- |
| 1.       | Dalmacio Langarica | Galindo | 19h 14'33" |
| 2        | Antonio Sancho     | Galindo | m.t.       |
| 3        | Delio Rodríguez    | Galindo | m.t.       |

### 5.ª etapaː 10 de mayo:Badajoz-Sevilla– 217km
Resumen
Primera prueba de fuego para el liderato de Langarica. El líder se levantó con un gran dolor de piernas y confesó que no sabía si podría acabar la etapa. Pero después recorrer 175 kilómetros bajo la lluvia, decidió atacar en un pequeño repecho sin consecuencias. Además, dos de sus rivales más directos Berrendero y Delio Rodríguez contraatacaron y consiguieron imponerse en la etapa y relegar a Langarica hasta la tercera posición después de perder casi cinco minutos.
|   | Ciclista          | Equipo  | Tiempo    |
| - | ----------------- | ------- | --------- |
| 1 | Julián Berrendero | Galindo | 7h 47'37" |
| 2 | Delio Rodríguez   | Galindo | m.t.      |
| 3 | Manuel Costa      | Galindo | a 55"     |

| Posición | Ciclista           | Equipo  | Tiempo     |
| -------- | ------------------ | ------- | ---------- |
| 1.       | Delio Rodríguez    | Galindo | 27h 02'10" |
| 2        | Julián Berrendero  | Galindo | a 1'19"    |
| 3        | Dalmacio Langarica | Galindo | a 3'38"    |

### 6.ª etapaː 12 de mayo:Sevilla-Granada– 251km
Resumen
Una etapa marcada por la confusión. La salida se dio temprano y en medio de la lluvia, un coche se equivoca en un cruce y se lleva al neerlandés Lambrichs y a dos corredores por un camino equivocado. Se tuvo que neutralizar la carrera y reincorporar al pelotón. Lambrichs lo volvió a intentar y volvió a demarrar llevándose esta vez al catalán Manuel Costa. Ante un pelotón despreocupado, los dos corredores se presentaron en la línea de meta con media hora de ventaja sobre el grupo. Costa cruzó primero la meta pero fue relegado a la segunda posición por una maniobra irregular. En todo caso, Costa se enfundaría el maillot de líder.
|   | Ciclista           | Equipo        | Tiempo    |
| - | ------------------ | ------------- | --------- |
| 1 | Jan Lambrichs      | Independiente | 6h 35'09" |
| 2 | Manuel Costa       | Galindo       | m.t.      |
| 3 | Dalmacio Langarica | Galindo       | a 27'06"  |

| Posición | Ciclista           | Equipo        | Tiempo     |
| -------- | ------------------ | ------------- | ---------- |
| 1.       | Manuel Costa       | Galindo       | 33h 46'03" |
| 2        | Dalmacio Langarica | Galindo       | a 22'00"   |
| 3        | Jan Lambrichs      | Independiente | a 23'01"   |

### 7.ª etapaː 13 de mayo:Granada-Baza– 107km
Resumen
La lluvia torrencial volvió a estar presente en la etapa, lo que provocó que el pelotón se lo tomara con calma. A la entrada de la población de Diezma, la lluvia cesó y los corredores se animaron a atacar. Al final, victoria para Langarica con unos cuantos segundos sobre su compañero Delio Rodríguez. En esta etapa, Vicente Carretero por problemas en sus piernas.
|   | Ciclista           | Equipo  | Tiempo    |
| - | ------------------ | ------- | --------- |
| 1 | Dalmacio Langarica | Galindo | 3h 38'48" |
| 2 | Delio Rodríguez    | Galindo | a 18"     |
| 3 | Manuel Costa       | Galindo | m.t.      |

| Posición | Ciclista           | Equipo        | Tiempo     |
| -------- | ------------------ | ------------- | ---------- |
| 1.       | Manuel Costa       | Galindo       | 37h 25'09" |
| 2        | Dalmacio Langarica | Galindo       | a 21'42"   |
| 3        | Jan Lambrichs      | Independiente | a 24'54"   |

### 8.ª etapaː 14 de mayo:Baza-Murcia– 178km
Resumen
En el primer día soleado después de muchos días de lluvia en la Vuelta. A pesar de eso, el pelotón marchó tranquilo hasta 20 kilómetros antes de la meta. Allí neerlandeses, suizos y Pirellis intentaron dar la sorpresa, aunque sin éxito. Finalmente, el portugués Joao Lourenço se adjudicó al sprint la etapa.
|   | Ciclista           | Equipo        | Tiempo    |
| - | ------------------ | ------------- | --------- |
| 1 | João Lourenço      | Independiente | 6h 10'14" |
| 2 | Delio Rodríguez    | Galindo       | m.t.      |
| 3 | Cees van de Voorde | Independiente | m.t.      |

| Posición | Ciclista           | Equipo        | Tiempo     |
| -------- | ------------------ | ------------- | ---------- |
| 1.       | Manuel Costa       | Galindo       | 43h 35'23" |
| 2        | Dalmacio Langarica | Galindo       | a 21'42"   |
| 3        | Jan Lambrichs      | Independiente | a 24'54"   |

### 9.ª etapaː 15 de mayo:Murcia-Valencia– 264km
Resumen
Entretenida y muy disputada etapa, sobre todo en los últimos 50 kilómetros con diversos demarrajes. Al final, el exitoso es el que protagonizaron Alejandro Fombellida, Olmos y el portugués Pereira. Al final, Pereira intentó desprenderse de sus amigos al que le pudo seguir Fombellida, que superó al portugués. Por detrás, Langarica arrebata unos segundos más a Costa.
|   | Ciclista             | Equipo        | Tiempo    |
| - | -------------------- | ------------- | --------- |
| 1 | Alejandro Fombellida | Galindo       | 6h 10'14" |
| 2 | Jorge Pereira        | Galindo       | m.t.      |
| 3 | Joaquín Olmos        | Independiente | m.t.      |

| Posición | Ciclista           | Equipo        | Tiempo     |
| -------- | ------------------ | ------------- | ---------- |
| 1.       | Manuel Costa       | Galindo       | 52h 40'43" |
| 2        | Dalmacio Langarica | Galindo       | a 18'07"   |
| 3        | Jan Lambrichs      | Independiente | a 26'34"   |

### 10.ª etapaː 17 de mayo:Valencia-Castellón– 67km
Resumen
Jornada con doble etapa. La matinal, una contrarreloj por equipos con final en el Estadio de Castalia. El equipo neerlandés no tuvo rival y se impuso claramente por delante del conjunto Galindo y del equipo portugués. El conjunto Pirelli frenó a destiempo en un paso a nivel de Villarreal y perdieron unos minutos preciosos en reparar las averías.
|   | Ciclista           | Equipo        | Tiempo    |
| - | ------------------ | ------------- | --------- |
| 1 | Jan Lambrichs      | Individual    | 1h 34'17" |
| 2 | Hubert Sijen       | Individual    | m.t.      |
| 3 | Cees van de Voorde | Independiente | m.t.      |

| Posición | Ciclista           | Equipo        | Tiempo     |
| -------- | ------------------ | ------------- | ---------- |
| 1.       | Manuel Costa       | Galindo       | 54h 18'44" |
| 2        | Dalmacio Langarica | Galindo       | a 15'39"   |
| 3        | Jan Lambrichs      | Independiente | a 23'50"   |

### 11.ª etapaː 17 de mayo:Castellón-Tortosa– 123km
Resumen
A las cuatro y cuarto se dio la salida de la etapa en línea. Ya sea por el esfuerzo de la mañana o por el mal estado de la carretera, el grupo marchó compacto con algún ataque esporádico de los miembros del equipo Pirelli hasta la entrada a la meta en el Estadio Municipal de Tortosa. Delio Rodríguez llegó en primer lugar pero el juez decidió realizar series para dictaminar el campeón. Se disputaron seis series de seis corredores y una última de dos donde pasaban a la final los dos primers de las series de seis y el campeón de la última.  
En la final, Alejandro Fombellida conseguía la victoria parcial.
|   | Ciclista              | Equipo        | Tiempo    |
| - | --------------------- | ------------- | --------- |
| 1 | Alejandro Fombellida  | Individual    | 3h 52'43" |
| 2 | Cipriano Aguirrezábal | Individual    | m.t.      |
| 3 | João Lourenço         | Independiente | m.t.      |

| Posición | Ciclista           | Equipo        | Tiempo     |
| -------- | ------------------ | ------------- | ---------- |
| 1.       | Manuel Costa       | Galindo       | 58h 11'27" |
| 2        | Dalmacio Langarica | Galindo       | a 15'39"   |
| 3        | Jan Lambrichs      | Independiente | a 23'50"   |

### 12.ª etapaː 18 de mayo:Tortosa-Barcelona– 215km
Resumen
La etapa estuvo caracterizada por la escapada de cinco hombres: Ruiz, Rebelo, Langarica, Pawels y Manuel Costa. Pero en Vilanova i la Geltrú, Langarica tuvo un pinchazo y le costó una buena hora poder conectar con sus cuatro compañeros de fuga. En los cuatro ascensos a Montjuïc, Langarica demostró ser mucho mejor escalador y se impuso en todos los pasos, incluido el que marcaba el final de etapa.
|   | Ciclista           | Equipo        | Tiempo    |
| - | ------------------ | ------------- | --------- |
| 1 | Dalmacio Langarica | Galindo       | 7h 07'43" |
| 2 | Manuel Costa       | Galindo       | m.t.      |
| 3 | Frans Pauwels      | Independiente | m.t.      |

| Posición | Ciclista           | Equipo        | Tiempo     |
| -------- | ------------------ | ------------- | ---------- |
| 1.       | Manuel Costa       | Galindo       | 65h 18'37" |
| 2        | Dalmacio Langarica | Galindo       | a 15'39"   |
| 3        | Jan Lambrichs      | Independiente | a 30'13"   |

### 13.ª etapaː 19 de mayo:Barcelona-Lérida– 162km
Resumen
Tregua en el pelotón después de unos días intensos. El pelotón cubrió los 162 kilómetros a ritmo de paseo y tan solo se intensificó en los kilómetros finales para preparar la llegada, que cayó en manos de Delio Rodríguez. El gallego estrenaba su casillero de victorias en la presente edición.
|   | Ciclista           | Equipo  | Tiempo    |
| - | ------------------ | ------- | --------- |
| 1 | Delio Rodríguez    | Galindo | 5h 45'28" |
| 2 | Miguel Gual        | Pirelli | m.t.      |
| 3 | Dalmacio Langarica | Galindo | m.t.      |

| Posición | Ciclista           | Equipo        | Tiempo     |
| -------- | ------------------ | ------------- | ---------- |
| 1.       | Manuel Costa       | Galindo       | 71h 04'05" |
| 2        | Dalmacio Langarica | Galindo       | a 15'39"   |
| 3        | Jan Lambrichs      | Independiente | a 30'13"   |

### 14.ª etapaː 20 de mayo:Lérida-Zaragoza– 144km
Resumen
Segunda jornada consecutiva con transcurrir tranquilo del pelotón a la búsqueda del Norte. Ello conlleva nuevo esprint y nueva victoria de Delio Rodríguez, la segunda consecutiva. La general permanece inalterable.
|   | Ciclista        | Equipo        | Tiempo    |
| - | --------------- | ------------- | --------- |
| 1 | Delio Rodríguez | Galindo       | 5h 24'19" |
| 2 | Miguel Gual     | Pirelli       | m.t.      |
| 3 | Hubert Sijen    | Independiente | m.t.      |

| Posición | Ciclista           | Equipo        | Tiempo     |
| -------- | ------------------ | ------------- | ---------- |
| 1.       | Manuel Costa       | Galindo       | 76h 28'24" |
| 2        | Dalmacio Langarica | Galindo       | a 15'39"   |
| 3        | Jan Lambrichs      | Independiente | a 30'13"   |

### 15.ª etapaː 21 de mayo:Zaragoza-San Sebastián– 276km
Resumen
Jornada larguísima y maratoniana que tampoco tuvo consecuencias para la general. El pelotón reservó fuerzas para las duras jornadas siguientes y apenas se corrió a más de 24 kilómetros por hora. Tercer triunfo consecutivo de Delio al sprint.
|   | Ciclista              | Equipo        | Tiempo     |
| - | --------------------- | ------------- | ---------- |
| 1 | Delio Rodríguez       | Galindo       | 11h 14'28" |
| 2 | Dalmacio Langarica    | Galindo       | m.t.       |
| 3 | Cipriano Aguirrezabal | Independiente | m.t.       |

| Posición | Ciclista           | Equipo        | Tiempo     |
| -------- | ------------------ | ------------- | ---------- |
| 1.       | Manuel Costa       | Galindo       | 87h 42'18" |
| 2        | Dalmacio Langarica | Galindo       | a 15'39"   |
| 3        | Jan Lambrichs      | Independiente | a 30'13"   |

### 16.ª etapaː 23 de mayo:San Sebastián-Bilbao– 207km
Resumen
Una de las jornadas decisivas de esta edición. En la subida a Urkiola, los Galindo se ponen a tirar liderados por Langarica y Emilio Rodríguez. A mitad de la subida, se les unió el líder. En el descenso, Costa se estrelló con una coche que había invadido la calzada y partió la rueda. Ante la incapacidad de acudir al coche taller, decide tomar prestada una rueda, cosa que suponía una clara infracción del reglamento. Langarica y Rodríguez no esperaron a nadie y, después de desprenderse de todos sus compañeros, coronaron en Sollube y llegaron en solitario a Bilbao. Costa tan solo perdería cuatro minutos pero con la penalización de diez minutos por el cambio de rueda, redujo su ventaja a 1 minuto y 40 segundos.
|   | Ciclista            | Equipo        | Tiempo    |
| - | ------------------- | ------------- | --------- |
| 1 | Dalmacio Langarica  | Galindo       | 7h 25'31" |
| 2 | Emilio Rodríguez    | Galindo       | m.t.      |
| 3 | Georges Aeschlimann | Independiente | a 4"      |

| Posición | Ciclista           | Equipo        | Tiempo     |
| -------- | ------------------ | ------------- | ---------- |
| 1.       | Manuel Costa       | Galindo       | 95h 22'18" |
| 2        | Dalmacio Langarica | Galindo       | a 1'40"    |
| 3        | Jan Lambrichs      | Independiente | a 20'13"   |

### 17.ª etapaː 24 de mayo:Bilbao-Santander– 226km
Resumen
El pelotón transitaba por el Norte de España y la jornada estuvo caracterizada por el interminable listado de pinchazos, caídas y reparaciones por el mal estado de las carreteras. Eso hizo que los ciclistas tomaran precauciones y los favoritos permanecieron juntos en el grupo delantero. Al final, Delio consiguió la victoria al imponerse a once hombres. Emilio Rodríguez con su ascenso a los puertos puntuables de La Sía y Allisas, se pone a comandar la clasificación de la montaña.
|   | Ciclista           | Equipo  | Tiempo    |
| - | ------------------ | ------- | --------- |
| 1 | Delio Rodríguez    | Galindo | 9h 00'15" |
| 2 | Julián Berrendero  | Galindo | m.t.      |
| 3 | Dalmacio Langarica | Galindo | m.t.      |

| Posición | Ciclista           | Equipo        | Tiempo      |
| -------- | ------------------ | ------------- | ----------- |
| 1.       | Manuel Costa       | Galindo       | 104h 22'33" |
| 2        | Dalmacio Langarica | Galindo       | a 1'40"     |
| 3        | Jan Lambrichs      | Independiente | a 20'13"    |

### 18.ª etapaː 25 de mayo:Santander-Reinosa– 110km
Resumen
Costa perdió toda oportunidad de ganar la general en esta etapa. En los dos puertos que había en esta jornada y bajo una intensa lluvia y barro, Langarica decide sentenciar la prueba. El vasco se escapa en la temible subida al Escudo y se lleva con él a Lambrichs y el suizo Kuhn. En el descenso y en los kilómetros finales, capitanea la fuga y no da opción a sus rivales para la victoria parcial. Costa intenta menguar la distancia pero finalmente pierde 4 minutos y 19 segundos y cede el mallot de líder a favor de Langarica.
|   | Ciclista           | Equipo        | Tiempo    |
| - | ------------------ | ------------- | --------- |
| 1 | Dalmacio Langarica | Galindo       | 5h 20'26" |
| 2 | Jan Lambrichs      | Independiente | m.t.      |
| 3 | Ernest Kuhn        | Independiente | m.t.      |

| Posición | Ciclista           | Equipo        | Tiempo      |
| -------- | ------------------ | ------------- | ----------- |
| 1.       | Dalmacio Langarica | Galindo       | 109h 44'39" |
| 2        | Manuel Costa       | Galindo       | a 2'49"     |
| 3        | Jan Lambrichs      | Independiente | a 18'33"    |

### 19.ª etapaː 26 de mayo:Reinosa-Gijón– 204km
Resumen
Etapa de transición antes de la contrarreloj asturiana. El pelotón circuló tranquilo y tan solo Joao Rebelo animó un poco la jornada. Incluso, Langarica pinchó y ningún rival probó ponerlo a prueba. Al final, Delio Rodríguez consiguió la victoria al sprint.
|   | Ciclista           | Equipo        | Tiempo    |
| - | ------------------ | ------------- | --------- |
| 1 | Delio Rodríguez    | Galindo       | 8h 06'02" |
| 2 | João Lourenço      | Independiente | m.t.      |
| 3 | Dalmacio Langarica | Galindo       | m.t.      |

| Posición | Ciclista           | Equipo        | Tiempo      |
| -------- | ------------------ | ------------- | ----------- |
| 1.       | Dalmacio Langarica | Galindo       | 117h 50'41" |
| 2        | Manuel Costa       | Galindo       | a 2'49"     |
| 3        | Jan Lambrichs      | Independiente | a 18'33"    |

### 20.ª etapaː 28 de mayo:Gijón-Oviedo– 53km (CRI)
Resumen
Dalmacio Langarica no dio opción a los aspirantes. El Titán de Otxandiano voló sobre su bicicleta en la contrarreloj. Tan solo Berrendero estuvo en condiciones de disputarle la victoria de etapa. Manuel Costa se acabó derrumbando y perdió ocho minutos en la etapa.
|   | Ciclista           | Equipo  | Tiempo    |
| - | ------------------ | ------- | --------- |
| 1 | Dalmacio Langarica | Galindo | 1h 44'54" |
| 2 | Julián Berrendero  | Galindo | a 3"      |
| 3 | Jan Lambrichs      | Galindo | a 2'21"   |

| Posición | Ciclista           | Equipo        | Tiempo      |
| -------- | ------------------ | ------------- | ----------- |
| 1.       | Dalmacio Langarica | Galindo       | 119h 35'36" |
| 2        | Manuel Costa       | Galindo       | a 10'21"    |
| 3        | Jan Lambrichs      | Independiente | a 20'54"    |

### 21.ª etapaː 28 de mayo:Oviedo-León– 119km
Resumen
En la etapa vespertina, Langarica tuvo que defender su liderato al sufrir un pnchazo en el ascenso al Puerto de Pajares. Pero el líder no tan solo empezó a remontar posiciones sino que se deshizo de todos los rivales y coronó el puerto tan solo detrás de Emilio Rodríguez. Berrendero y Lambrichs lucharon para mantener las diferencias controladas. En el descenso del Escudo, se juntaron once hombres y no es hasta la entrada a León cuando Berrendero hace el ataque definitivo que deja a sus rivales sin opciones de victoria.
|   | Ciclista             | Equipo  | Tiempo    |
| - | -------------------- | ------- | --------- |
| 1 | Julián Berrendero    | Galindo | 5h 01'25" |
| 2 | Alejandro Fombellida | Galindo | m.t.      |
| 3 | Dalmacio Langarica   | Galindo | m.t.      |

| Posición | Ciclista           | Equipo        | Tiempo      |
| -------- | ------------------ | ------------- | ----------- |
| 1.       | Dalmacio Langarica | Galindo       | 124h 37'00" |
| 2        | Manuel Costa       | Galindo       | a 10'21"    |
| 3        | Jan Lambrichs      | Independiente | a 20'54"    |

### 22ª etapaː 29 de mayo:León-Valladolid– 134km
Resumen
Se suponía que iba a ser una etapa de transición para llegar al final de la carrera pero un pinchazo del neerlandés Lambrichs en le primer tercio de la carrera animó la jornada. Eso hizo que el resto de primeras espadas se pusieran a tirar para intentar conseguir el segundo puesto. En la alocada lucha, Manuel Costa no pudo seguir el camino de los favoritos. A eso se le añadió que pinchó y recibió la ayuda de Olmos, cosa completamente prohibida y que le supuso una penalización de diez minutos y, a la postre, la segunda posición de la general. Lambrichs también fue penalizado con dos minutos por el mismo motivo pero consiguió ascender al segundo lugar. En el grupo delantero, Alejandro Fombellida se impuso en la línea de meta a un grupo de nueve corredores.
|   | Ciclista             | Equipo     | Tiempo    |
| - | -------------------- | ---------- | --------- |
| 1 | Alejandro Fombellida | Galindo    | 4h 21'37" |
| 2 | Jan Lambrichs        | Individual | m.t.      |
| 3 | Delio Rodríguez      | Galindo    | m.t.      |

| Posición | Ciclista           | Equipo        | Tiempo      |
| -------- | ------------------ | ------------- | ----------- |
| 1.       | Dalmacio Langarica | Galindo       | 128h 58'37" |
| 2        | Jan Lambrichs      | Independiente | a 23'54"    |
| 3        | Manuel Costa       | Galindo       | a 24'29"    |

### 23ª etapaː 30 de mayo:Valladolid-Madrid– 200km
Resumen
Julián Berrendero hizo un último intento para conseguir la segunda posición de la general en el Puerto de Navacerrada. Y el madrileño lo consiguió. Protagonizó una escapada en solitario del que nada pudieron hacer sus rivales. Al final, el madrileño se presentó en solitario ante sus paisanos con más de siete minutos de ventaja con lo que se aseguró la segunda posición de la general.